# Сычуаньский университет иностранных языков
Сычуаньский университет иностранных языков (кит. 四川外国语大学) — международный университет, расположенный в Чунцине, Китай. Первоначально университет был создан как Училище русского языка Юго-Западного военного университета Народно-освободительной армии Китая (НОАК) в мае 1950 года. Это единственный университет на юго-западе Китая, специализирующийся на изучении иностранных языков. Благодаря тесной взаимосвязи с китайским Министерством иностранных дел он является одним из немногих университетов, откуда студенты напрямую идут работать в министерство. По последнему рейтингу китайских университетов Сычуаньский университет иностранных языков занимает четвёртое место среди всех китайских университетов, готовящих специалистов в области международных отношений.
В Сычуаньском университете иностранных языков работает более 500 преподавателей, из них более 170 являются профессорами, имеют учёные степени и ведут научные исследования, также работает 20 зарубежных специалистов-носителей языка.
В 2015 году в университете обучались 12 000 студентов, из них 8000 — на третьем и четвёртом курсах, 2500 обучались в магистратуре, остальные проходили краткие языковые курсы. За последние 50 лет университет закончили более 50 000 специалистов по иностранным языкам, работающих в Китае и 50 зарубежных странах по всему миру.
В число изучаемых языков входят португальский, русский, английский, испанский, французский, итальянский, немецкий, корейский, японский, арабский, а также китайский как иностранный. Кроме того, проводится обучение по направлениям подготовки - юриспруденция, журналистика, маркетинг и менеджмент туризма. Обучение в магистратуре ведётся по шести направлениям подготовки: португальский язык, русский язык и литература, английский язык и литература, французский язык и литература, немецкий язык и литература, японский язык и литература, сравнительно-историческое литературоведение и мировая литература.
В университете присутствуют Альянс Франсез, Центр немецкого языка им. Гёте, Центр корейского языка Университета Вусонг (Южная Корея) и Центр русского языка. СУИЯ поддерживает партнёрские связи с более чем 20 зарубежными университетами по всему миру.
Университет включен в список садово-ландшафтных учреждений по решению администрации города.

## История
Сычуаньский университет иностранных языков был основан в 1950 году по инициативе Дэна Сяопина, Лю Бочэна и Хэ Луна. Прежние названия университета: Учебный полк русского языка при Юго-западной военно-политической академии НОАК, Учебный батальон русского языка при Второй высшей пехотной школе НОАК, Факультет русского языка Юго-западного народного революционного университета, Юго-западное высшее училище русского языка.

## Расположение университета
СУИЯ находится в Чунцине у побережья реки Цзялин. Общая площадь территории университета составляет более 70 гектар.